# Ruth Noemí Colón
Ruth Noemí Colón (* in Caguas, Puerto Rico) ist eine US-amerikanische Juristin und Politikerin. Sie war von 2010 bis 2011 Secretary of State von New York.

## Werdegang
Über die Jugendjahre von Ruth Noemí Colón ist nicht viel bekannt. Sie graduierte an der Universität von Puerto Rico mit einem Bachelor. Danach ging sie an die Pace University School of Law, wo sie ihren Juris Doctor machte. Sie arbeitete mehr als 20 Jahre lang für die Landesregierung, was auch die Administration von Gouverneur von New York David Paterson miteinschloss. Bevor sie für das New York State Department of State zu arbeiten begann, war sie für die New York City Housing Authority als stellvertretender Direktor (Deputy Director) für Kommunikation und als Staff Attorney tätig. Colón bekleidete mehrere leitende Positionen in der Regierung von Puerto Rico.
Der Gouverneur von New York David Paterson ernannte sie zum Secretary of State von New York, um die Vakanz zu füllen, die durch den Rücktritt von Lorraine Cortés-Vázquez am 1. September 2010 entstand. Dabei gab er folgendes von sich:

„I am pleased to appoint such a dedicated and accomplished individual as Ruth Noemí Colón as acting Secretary of State. Ruth has been a dedicated public servant, acting as special counsel and advising the secretary on a range of legal, business, licensing and local government issues. ... The Department of State is a critically important agency to our state, as it comprises a diverse range of services for New Yorkers, from real estate licensing to business incorporation to local government services.“

Am 31. März 2011 nominierte der Gouverneur von New York Andrew Cuomo Cesar A. Perales für das Amt des Secretary of State von New York. Obwohl Perales am 2. Mai 2011 Colón im Amt ablöste, wurde sie erst am 7. Juni 2011 offiziell vom Senat von New York bestätigt.
Colón lebt in White Plains (New York). Sie ist Mitglied in der Westchester Women’s Bar Association und des Board of Directors of the Puerto Rican Bar Association. El Diario La Prensa, die älteste und größte spanischsprachige Zeitung in New York City, zählt Colón zu einer der 50 Outstanding Latinas.